# Sonata de iglesia n.º 12 (Mozart)
La Sonata de iglesia n.º 12 en do mayor, K. 263, es una sonata de iglesia en un único movimiento, escrita por Wolfgang Amadeus Mozart en el mes de diciembre del año 1776, cuando tenía veinte años de edad. La pieza fue compuesta en Salzburgo, para su uso por parte del príncipe-arzobispo Hieronymus von Colloredo, a cuyo servicio trabajaba Mozart desde 1772.

## Características
La obra está escrita en compás de compasillo, con una indicación de tempo de Allegro. Presenta una extensión de ochenta y un compases, y consta de dos secciones, ambas repetidas: la primera (compases 1-35) se desplaza a la tonalidad de la dominante (sol mayor), mientras que la segunda (compases 36-81) regresa a la tonalidad principal. Por otra parte, a la instrumentación habitual de las sonatas de iglesia de Mozart —dos violines, órgano, y bajos (violonchelo y contrabajo, y fagot ad libitum)— añade dos trompetas, siendo la primera pieza mozartiana de este género en incorporar dicho instrumento en su plantilla.